# Sospita albiplaga
Sospita albiplaga är en fjärilsart som beskrevs av Johannes Karl Max Röber 1886. Sospita albiplaga ingår i släktet Sospita och familjen juvelvingar. Inga underarter finns listade i Catalogue of Life.